# Hüseyin Atıcı
Hüseyin Atıcı (ur. 3 maja 1986 w Giresun) – turecki lekkoatleta specjalizujący się w pchnięciu kulą.

## Kariera
W 2007 nie przeszedł przez eliminacje podczas młodzieżowych mistrzostw Europy w Debreczynie. Piąty zawodnik mistrzostw krajów bałkańskich z 2011. W tym samym roku zajął 8. miejsce na uniwersjadzie w Shenzhen. W 2012 nie udało mu się awansować do finału podczas halowych mistrzostw świata w Stambule. W tym samym roku był czwarty na mistrzostwach Starego Kontynentu. Reprezentował Turcję na igrzyskach olimpijskich w Londynie, na których zajął 19. miejsce w eliminacjach i nie awansował do finału. Brązowy medalista igrzysk solidarności islamskiej (2013). Wielokrotny medalista mistrzostw Turcji oraz reprezentant kraju w pucharze Europy w rzutach.
Rekordy życiowe: stadion – 20,42 (5 czerwca 2012, Ankara); hala – 19,59 (28 lutego 2013, Göteborg). Oba rezultaty są aktualnymi rekordami Turcji.

## Osiągnięcia
| Rok  | Impreza                                 | Miejsce               | Lokata               | Wynik (m) |
| ---- | --------------------------------------- | --------------------- | -------------------- | --------- |
| 2007 | Młodzieżowe mistrzostwa Europy          | Debreczyn             | el. – 15. miejsce    | 17,27     |
| 2008 | Zimowy puchar Europy w rzutach U-23     | Split                 | 4. miejsce           | 17,62     |
| 2009 | I liga drużynowych mistrzostw Europy    | Bergen                | 11. miejsce          | 16,64     |
| 2010 | I liga drużynowych mistrzostw Europy    | Budapeszt             | 11. miejsce          | 16,17     |
| 2011 | I liga drużynowych mistrzostw Europy    | Izmir                 | 4. miejsce           | 18,61     |
| 2011 | Mistrzostwa krajów bałkańskich          | Sliwen                | 5. miejsce           | 17,82     |
| 2011 | Uniwersjada                             | Shenzhen              | 8. miejsce           | 18,96     |
| 2012 | Halowe mistrzostwa krajów bałkańskich   | Stambuł               | 4. miejsce           | 18,82     |
| 2012 | Halowe mistrzostwa świata               | Stambuł               | el. – 23. miejsce    | 18,42     |
| 2012 | Zimowy puchar Europy w rzutach          | Bar                   | 3. miejsce           | 18,72     |
| 2012 | Mistrzostwa Europy                      | Helsinki              | 4. miejsce           | 20,24     |
| 2012 | Mistrzostwa krajów bałkańskich          | Eskişehir             | 1. miejsce           | 19,87     |
| 2012 | Igrzyska olimpijskie                    | Londyn                | el. – 19. miejsce    | 19,74     |
| 2013 | Halowe mistrzostwa krajów bałkańskich   | Stambuł               | 5. miejsce           | 19,50     |
| 2013 | Halowe mistrzostwa Europy               | Göteborg              | el. – 11. miejsce    | 19,59     |
| 2013 | Zimowy puchar Europy w rzutach          | Castellón de la Plana | 4. miejsce           | 19,43     |
| 2013 | Superliga drużynowych mistrzostw Europy | Gateshead             | 5. miejsce           | 19,33     |
| 2013 | Igrzyska śródziemnomorskie              | Mersin                | 5. miejsce           | 19,53     |
| 2013 | Uniwersjada                             | Kazań                 | 6. miejsce           | 19,34     |
| 2013 | Igrzyska solidarności islamskiej        | Palembang             | 3. miejsce           | 18,56     |
| 2014 | Zimowy puchar Europy w rzutach          | Leiria                | 3. miejsce (grupa B) | 18,61     |
| 2016 | Puchar Europy w rzutach                 | Arad                  | 9. miejsce           | 17,04     |
| 2017 | Puchar Europy w rzutach                 | Las Palmas            | 7. miejsce (grupa B) | 18,15     |